# Everyday (álbum de Dave Matthews Band)
Everyday es el cuarto álbum de estudio de Dave Matthews Band, lanzado al mercado el 27 de febrero de 2001.

## Ventas
El álbum tuvo buena acogida en Estados Unidos, comenzando en el n.º 1 de las listas con 755.000 copias vendidas en la primera semana, permaneciendo dos semanas en este puesto. Después de 25 semanas en lista, había vendido 2.5 millones de copias.

## Lista de canciones
1. "I Did It" – 3:36
2. "When the World Ends" – 3:32
3. "The Space Between" – 4:03
4. "Dreams of Our Fathers" – 4:41
5. "So Right" – 4:41
6. "If I Had It All" – 4:03
7. "What You Are" – 4:33
8. "Angel" – 3:58
9. "Fool to Think" – 4:14
10. "Sleep to Dream Her" – 4:25
11. "Mother Father" – 4:24
12. "Everyday" – 4:43

## Personal
- Carter Beauford — bongós, conga, batería, coros, vibráfono
- Stefan Lessard — bajo
- Dave Matthews — guitarra acústica, guitarra eléctrica, voces
- LeRoi Moore — flauta, clarinete, saxofón alto, saxofón tenor, coros
- Boyd Tinsley — violín, coros
- Glen Ballard - teclados, piano
- Carlos Santana - guitarra eléctrica
- Vusi Mahlasela - coros

- Datos: Q2709074